# Æthelred của Mercia
Æthelred (/ æθəlrɛd /; băng hà sau năm 704) là vua của Mercia từ 675 đến 704. Ông là con trai của Penda của Mercia và lên ngôi ở 675, khi anh trai của ông, Wulfhere của Mercia, qua đời. Trong vòng một năm sau khi lên ngôi, ông đã xâm chiếm Kent, nơi quân đội của ông phá hủy thành phố Rochester. Trong 679 anh đánh bại người anh em rể của ông, Ecgfrith của Northumbria, tại trận của Trent: cuộc chiến là một trở ngại lớn cho những người Northumbria, và kết thúc trên thực tế sự tham gia của họ trong các vấn đề quân sự Anh về phía nam của Humber. Nó cũng đánh dấu sự trở về vĩnh viễn của vương quốc Lindsey thuộc sở hữu của Mercia. Tuy nhiên, Æthelred đã không thể tái thiết lập sự thống trị của những người tiền nhiệm của ông đối với miền nam nước Anh.
Ông được biết đến là một vị vua theo tôn giáo và ngoan đạo, và ông đã có nhiều trợ cấp đất cho giáo hội. Chính trong suốt triều đại của ông Theodore, Tổng Giám mục Canterbury, tổ chức lại cơ cấu giáo phận của giáo hội, tạo lập ra một số tòa Giám mục mới trong Mercia và Northumbria. Æthelred kết bạn với Đức Giám mục của Wilfrid York khi Wilfrid đã bị trục xuất khỏi giám mục mình tại Northumbria; Æthelred cử Wilfrid làm Giám mục Trung Angles trong thời gian ông này lưu vong và ủng hộ ông tại Thượng Hội đồng Austerfield trong khoảng 702, khi Wilfrid tranh cãi vụ cho trả lại của các vùng đất của giáo hội, ông đã bị tước đoạt trong Northumbria.